# تورستن ياكوبسون
تورستن جاكوبسون هو متزحلق جبال الألب سويدي، ولد في 5 يوليو 1957.

## وصلات خارجية
- تورستن جاكوبسون على موقع الاتحاد الدولي للتزلج (التزلج على المنحدرات الثلجية) (الإنجليزية)
- تورستن جاكوبسون على موقع اللجنة الأولمبية الدولية (الإنجليزية)
- تورستن جاكوبسون على موقع أوليمبيديا (الإنجليزية)
- تورستن جاكوبسون على موقع اللجنة الأولمبية السويدية (السويدية)